# Coryphantha elephantidens
Coryphantha elephantidens (Lem.) Lem. – gatunek rośliny z rodziny kaktusowatych (Cactaceae Juss.). Występuje naturalnie w meksykańskim stanie Michoacán. 

## Morfologia
PokrójPółkrzewiasty kaktus dorastający do 15 cm wysokości. Łodyga ma kulisty kształt, dorasta do 18–20 cm średnicy, z brzegami pokrytymi guzkami. Areole mają 6–8 kolców promieniowych o długości 20 mm.
KwiatySą pojedyncze, rozwijają się prawie na wierzchołku łodygi. Okwiat ma dzwonkowaty kształt, mierzy 8–10 mm długości, listki okwiatu mają różowawą barwę.

## Zmienność
W obrębie tego gatunku oprócz podgatunku nominatywnego wyróżniono dwa podgatunki:
- Coryphantha elephantidens subsp. bumamma (Ehrenb.) Dicht & A.Lüthy
- Coryphantha elephantidens subsp. greenwoodii (Bravo) Dicht & A.Lüthy